# Перес, Лусия
Лусия Перес Вискаино (исп. Lucía Pérez Vizcaíno; 5 июля 1985, Инсио) — испанская певица.

## Карьера
В 2002, в возрасте 17 лет певица впервые выступила перед широкой публикой на музыкальном фестивале «Canteira de Cantareiros». Дебют юной певицы оказался удачным — она выиграла конкурс с песней «Amores y amores».
В 2005 (а впоследствии и в 2009) певица была представительницей Испании на конкурсе «Viña del Mar International Song Festival» (ежегодный музыкальный фестиваль, который проводится в Чили среди испаноязычных стран).
В 2011 певица приняла участие в «Destino Eurovisión» (испанском национальном отборочном туре на Евровидение), и победила на нём с песней «Que me quiten lo bailao», что предоставило Люсие возможность представить Испанию на Евровидении 2011. Выступление в финале прошло не слишком удачно, и Лусия с результатом в 50 баллов финишировала двадцать третьей.

## Дискография

### Альбомы
- Amores y amores (2003)
- El tiempo dirá… (2006)
- Volar por los tejados (2009)
- Dígocho en galego (2010)
- Cruzo los dedos (2011)[4]

### Синглы
- Que me quiten lo bailao (2011)